# Phalaenostola
Phalaenostola là một chi bướm đêm thuộc họ Erebidae.

## Các loài
- Phalaenostola eumelusalis – Punctuated Owlet (Walker, 1859)
- Phalaenostola hanhami – Hanham's Owlet J.B. Smith, 1899
- Phalaenostola larentioides – Black-Banded Owlet Grote, 1873
- Phalaenostola metonalis – Tufted Snout Walker, 1859